# Cerviniella talpa
Cerviniella talpa är en kräftdjursart som först beskrevs av Por.  Cerviniella talpa ingår i släktet Cerviniella och familjen Cerviniidae. Inga underarter finns listade i Catalogue of Life.